# Catoptropteryx ambigua
Catoptropteryx ambigua är en insektsart som beskrevs av Thomas Henry Huxley 1970. Catoptropteryx ambigua ingår i släktet Catoptropteryx och familjen vårtbitare. Inga underarter finns listade i Catalogue of Life.